# Reiferscheid
Reiferscheid là một đô thị thuộc huyện Altenkirchen, trong bang Rheinland-Pfalz, phía tây nước Đức. Đô thị Reiferscheid có diện tích 2,13 km², dân số thời điểm ngày 31 tháng 12 năm 2006 là 403 người.